# Ricaurte (khu tự quản)
Ricaurte là một khu tự quản thuộc bang Cojedes, Venezuela. Thủ phủ của khu tự quản Ricaurte đóng tại Libertad. Khự tự quản Ricaurte có diện tích 977 km2, dân số theo điều tra dân số ngày 21 tháng 10 năm 2001 là 10663 người.